# Egene
L’egene (Ẹgẹnẹ en egene) ou engenni est une langue nigéro-congolaise du groupe édoïde, parlée au Nigéria dans les États de Bayelsa et Rivers.

## Écriture
L’egene est écrit à partir des années 1930, initialement dans des tracts, posters et hymnes religieux, ou encore une traduction de la Bible. Il a fallu plusieurs décennies avant que des ouvrages littéraires non religieux soient publiés en egene. Dans les années 1970, plusieurs ouvrages d’alphabétisation sont publiés par Joycelyn Clevenger ou Mosaic Urugba avec le Rivers Readers Project. Une traduction du Nouveau Testament, Baibulu Eba Fai est publiée en 1977 par World Home Bible League. Un alphabet avec 9 voyelles et 25 consonnes est utilisé à l’époque.
En 2011, un nouvel alphabet avec 10 voyelles et 30 consonnes est adopté et est publié dans la collection Orthographies of Nigerial languages.
| a | ạ | b | ḅ | ch | d | ḍ | e | ẹ | f | g | gb | gw | i | ị | j | k | kp | kw | l | m | n | ny | nw | o | ọ | p | r | s | sh | sw | t | u | ụ | v | w | y | z | ẓ |